# S.Pellegrino

Logo der eingetragenen Wort-Bild-Marke

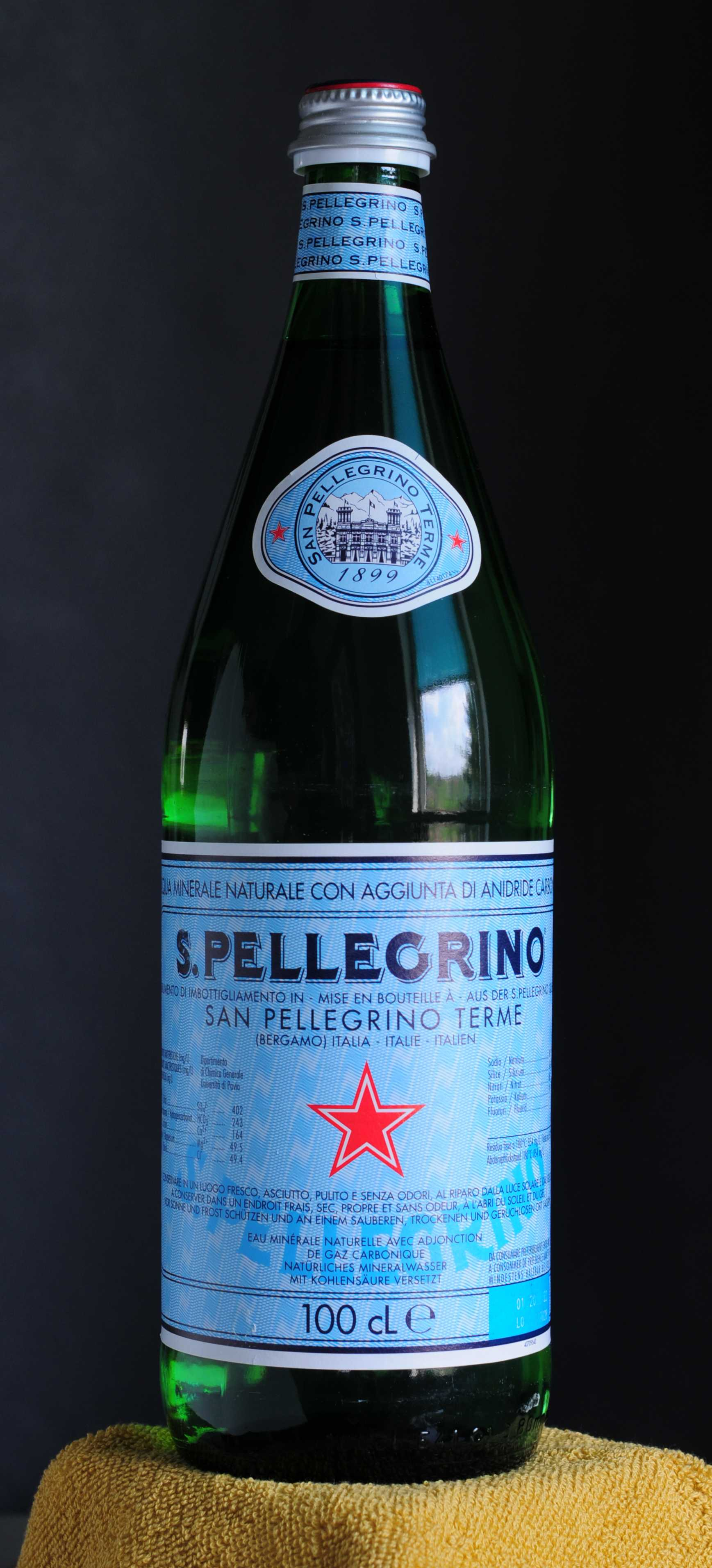
San Pellegrino in der Glasflasche

S.Pellegrino (auch San Pellegrino und Sanpellegrino) ist ein Mineralwasser aus der San Pellegrino Terme in der Provinz Bergamo, Italien. Es wird in über 135 Länder exportiert. Hersteller ist das seit 1997 zum Nestlé-Konzern gehörende Unternehmen Sanpellegrino S.p.A.

## Geschichte und Mineralisation
Die hoch mineralisierten und 21 °C warmen Mineralwasserquellen im Brembanatal sind bereits seit 700 Jahren bekannt. Erste Analysen des Mineralwassers wurden im Jahre 1782 vorgenommen. Bereits 1908 wurde S.Pellegrino weltweit vertrieben.
Gemäß der Wasserqualitätsanalyse aus dem Jahr 2015 enthält das Wasser folgende Ionenkonzentration in mg/L: Sulfat: 410; Hydrogencarbonat: 207; Calcium: 160; Chlorid: 47; Magnesium: 53; Natrium: 32; Fluorid: 0,44; Abdampfrückstand: 940; und der pH-Wert beträgt 5,6.
Chemische Untersuchungen des Mineralwassers von unabhängigen Stellen (seit 2007) und vom Unternehmen selbst (zuletzt 2022 publiziert) ergaben Urankonzentrationen zwischen 4,0 und 8,0 µg/L (Mittelwert aus 12 Analysen 6,3 µg/L). Als oberer Leitwert gelten in Deutschland 10 µg/L für Trinkwasser und 2 µg/L für Wässer, die zur Bereitung von Säuglingsnahrung geeignet sind.
Da es keine gesetzlichen Vorschriften zur Kennzeichnung der Urankonzentration von Mineralwässern gebe, sieht der Hersteller keinen Handlungsbedarf.